# Xingzhi Lu
Xingzhi Lu (chiń. 行知路站) – stacja metra w Szanghaju, na linii 7. Zlokalizowana jest pomiędzy stacjami Dachang Zhen i Dahuasan Lu. Została otwarta 5 grudnia 2009.